# Pericallia imperialis
Pericallia imperialis là một loài bướm đêm thuộc phân họ Arctiinae, họ Erebidae.